# Polaromonas naphthalenivorans
Polaromonas naphthalenivorans es una especie de bacteria gramnegativa del género Polaromonas. Descrita en el año 2004. Su etimología hace referencia al consumo de naftaleno. Es aerobia, inmóvil, con forma cocoide entre 1-4 µm. Normalmente se encuentra individual o en pequeñas agrupaciones. Las colonias son circulares, convexas, sin pigmentación. Temperatura óptima de crecimiento de 20 °C. Catalasa y oxidasa positivas. Se ha aislado de sedimentos contaminados por hidrocarburos aromáticos policíclicos en Estados Unidos. Es capaz de degradar el naftaleno, como única fuente de carbono. Además, tiene un papel importante en la fijación de nitrógeno.